# Molics Zsolt
Molics Zsolt (1968. június 22. – 2021. november 30.) énekes, dalszövegíró, a magyar heavy metal zene meghatározó alakja. Az 1980-as években tagja volt a Sámán és a Moby Dick együtteseknek, majd énekelt a Classica és a Seneca soraiban, 1998-ban pedig megalapította a Cool Head Clan (később Cool Head Klan) zenekart, amelynek haláláig frontembere és vezetője volt. 2013-ban Molicsrock név alatt jelent meg addigi pályafutását összefoglaló albuma Ötvözet címmel a Nail Records kiadásában.

## Együttesei
- Crossfire (1983–1984), basszusgitár
- Sámán (1986–1988, 1992)
- Moby Dick (1989)
- Classica (1990–1992)
- Seneca (1994–1995)
- Dinasty  (1996–1997), gitárosként
- Cool Head Clan (1999–2021)
- Mamut (2006–2008)

## Diszkográfia

### Nagylemezek
Molicsrock
- Ötvözet (2013)

Mamut
- Mamut (2007)

Sámán
- Sámán (2005)

Seneca
- Brutal (1995)

Cool Head Clan
- Kikapod a szart (1999)
- Baz.+ (2000)
- Isten hozott kistestvérem (2001)
- Harc (2002)
- Koncert (2003)
- Méreg! (2004)

Cool Head Klan
- Szép hazám útjain (2009)
- Pofa befogva! (2010)
- Ister-Gam (2012)
- Benzin és vér (2016)
- Tűzben edzett (2019)

### Kislemezek
- Szeresd a testem Baby – Cool Head Clan (2001)
- Jó utat, barátom! (Daczi Zsolt emlékére) – Daczi Zsolt barátai (2010)
- Nyugtalan vér – Molicsrock & Wéber Attila (2018)
- A rockra születni kell – Cool Head Klan & Szasza (2021)